# Coccorchestini
Coccorchestini è una tribù di ragni appartenente alla Sottofamiglia Euophryinae della Famiglia Salticidae dell'Ordine Araneae della Classe Arachnida.

## Distribuzione
I 3 generi oggi noti di questa tribù sono diffusi in Oceania: in particolare sono stati reperiti esemplari in Nuova Guinea, Australia, Isole Figi, Molucche e Nuova Britannia.

## Tassonomia
A dicembre 2010, gli aracnologi riconoscono 3 generi appartenenti a questa tribù:
- Coccorchestes Thorell, 1881 — Nuova Guinea, Australia, Nuova Britannia (40 specie)
- Omoedus Thorell, 1881 — Nuova Guinea, Arcipelago delle Molucche, Isole Figi (4 specie)
- Poecilorchestes Simon, 1901 — Nuova Guinea (1 specie)